# Gajić (ort)
Gajić är en ort i Kroatien.   Den ligger i länet Baranja, i den östra delen av landet, 220 km öster om huvudstaden Zagreb. Gajić ligger 85 meter över havet och antalet invånare är 354.
Terrängen runt Gajić är platt. Runt Gajić är det ganska tätbefolkat, med 104 invånare per kvadratkilometer. Närmaste större samhälle är Beli Manastir, 15,1 km sydväst om Gajić. Trakten runt Gajić består till största delen av jordbruksmark.